# Garin (Alto Garona)
Garin (em occitano:  Garin) é uma comuna francesa na região administrativa da Occitânia, no departamento do Alto Garona. Estende-se por uma área de 5.62 km², com 147 habitantes, segundo o censo de 2018, com uma densidade de 26 hab/km².